# Možné je všetko
Možné je všetko (abbreviato MJV; lett. "Tutto è possibile") è un game show di canale commerciale televisivo slovacco TV Markíza da 2º settembre 2023. La sessione si basa principalmente sull'improvvisazione.
Nel settembre 2023 è stato annunciato il Silvestrovský špeciál (italiano Speciale di Capodanno) per completare la prima stagione. Nel novembre 2023 sono stati annunciati i preparativi per la seconda stagione.

## Artisti principali
- Dano Dangl (presentatore)
- Adela Vinczeová (1ª – 2ª stagione)
- Michal Kubovčík (1ª – 2ª stagione)
- Zuzana Kubovčíková Šebová (1ª stagione)
- Tomáš Maštalír (1ª – 3ª stagione)
- Juraj Kemka (1ª – 3ª stagione)
- Jana Kovalčiková (1ª – 2ª stagione)
- Petra Polnišová (1ª stagione come ospite, 2ª stagione, 3a stagione)
- Jakub Jablonský (2ª stagione)
- Anna Jakab Rakovská (1ª stagione come ospite, 2ª stagione)
- Juraj Loj (2ª stagione)
- Peter Sagan (3a stagione)
- Kristián Baran (3a stagione)
- Adriána Brnčalová (3a stagione)
- Paula Lopatovská (3a stagione)
- Filip Tůma ( 3a stagione)
- Rachel Šoltésová (3a stagione)
- Jana Majeská (3a stagione)
- Adam Bardy (1a stagione come ospite, 2a stagione come ospite, 3a stagione)
- Zuzana Porubiaková (2a stagione come ospite, 3a stagione)

## Stagioni
| Stagione                                      | Stagione                                      | Episodi           | Trasmesso originariamente | Trasmesso originariamente | Slot         | Canale     |
| Stagione                                      | Stagione                                      | Episodi           | Prima della stagione      | Finale di stagione        | Slot         | Canale     |
| --------------------------------------------- | --------------------------------------------- | ----------------- | ------------------------- | ------------------------- | ------------ | ---------- |
|                                               | 1                                             | 10                | 2º settembre 2023         | 11º novembre 2023         | Sabato 20:30 | TV Markíza |
| Silvestrovský špeciál (Speciale di Capodanno) | Silvestrovský špeciál (Speciale di Capodanno) | 31º dicembre 2023 | 31º dicembre 2023         | Domenica 21:50            |              | TV Markíza |
|                                               | 2                                             | 10                | 7º settembre 2024         | TBA                       | Sabato 20:30 | TV Markíza |